# Sphenomorphus fragilis
Espèce
Synonymes
- Lygosoma fragile Macleay, 1877
- Lygosoma fragilis Macleay, 1877

Sphenomorphus fragilis est une espèce de sauriens de la famille des Scincidae.

## Répartition
Cette espèce est endémique de Papouasie-Nouvelle-Guinée.

## Publication originale
- Macleay, 1877 : The lizards of the Chevert Expedition. Proceedings of the Linnean Society of New South Wales, vol. 2, p. 60-69 & 97-104 (texte intégral).